# Viadukt Varda
Viadukt Varda (turecky Varda Köprüsü, místními známý též jako Alman Köprüsü/Koca Köprü, doslova německý/velký most) je železniční viadukt, který se nachází u vesnice Hacıkırı v Adanské provincii v jižním Turecku. Postaven byl jako součást železnice, která měla spojit Istanbul s Bagdádem. Vznikl ještě před vypuknutím první světové války a jak neformální název napovídá, na jeho vzniku se podíleli němečtí odborníci. Most se nachází na trati 63 km od hlavního nádraží v Adaně a 306 km od nádraží v Konyi.

## Popis
Viadukt má celkovou délku 172 metrů. V nejvyšším bodě se trať nachází 98 m nad povrchem. Celkem ho tvoří 11 oblouků. Centrální část viaduktu má tři třicetimetrové oblouky, z každé strany se potom nachází několik menších – tři a čtyři. Most se táhne v severojižním směru a leží v oblouku o poloměru 1200 m.

## Historie

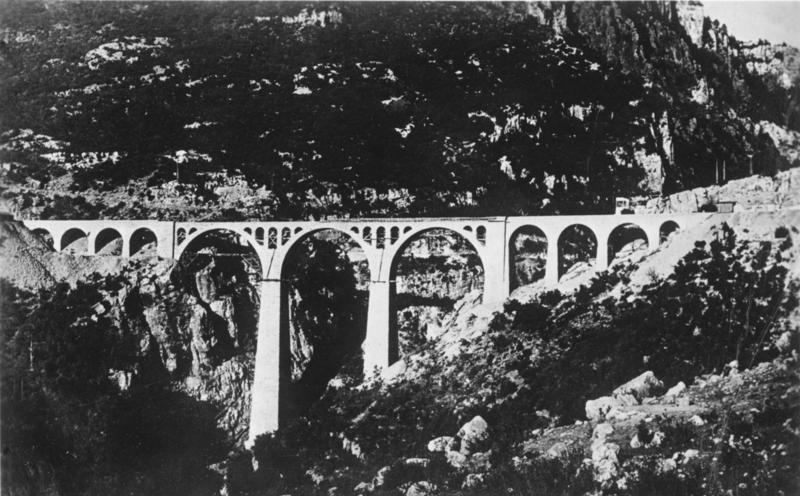
Most téměř před dokončením

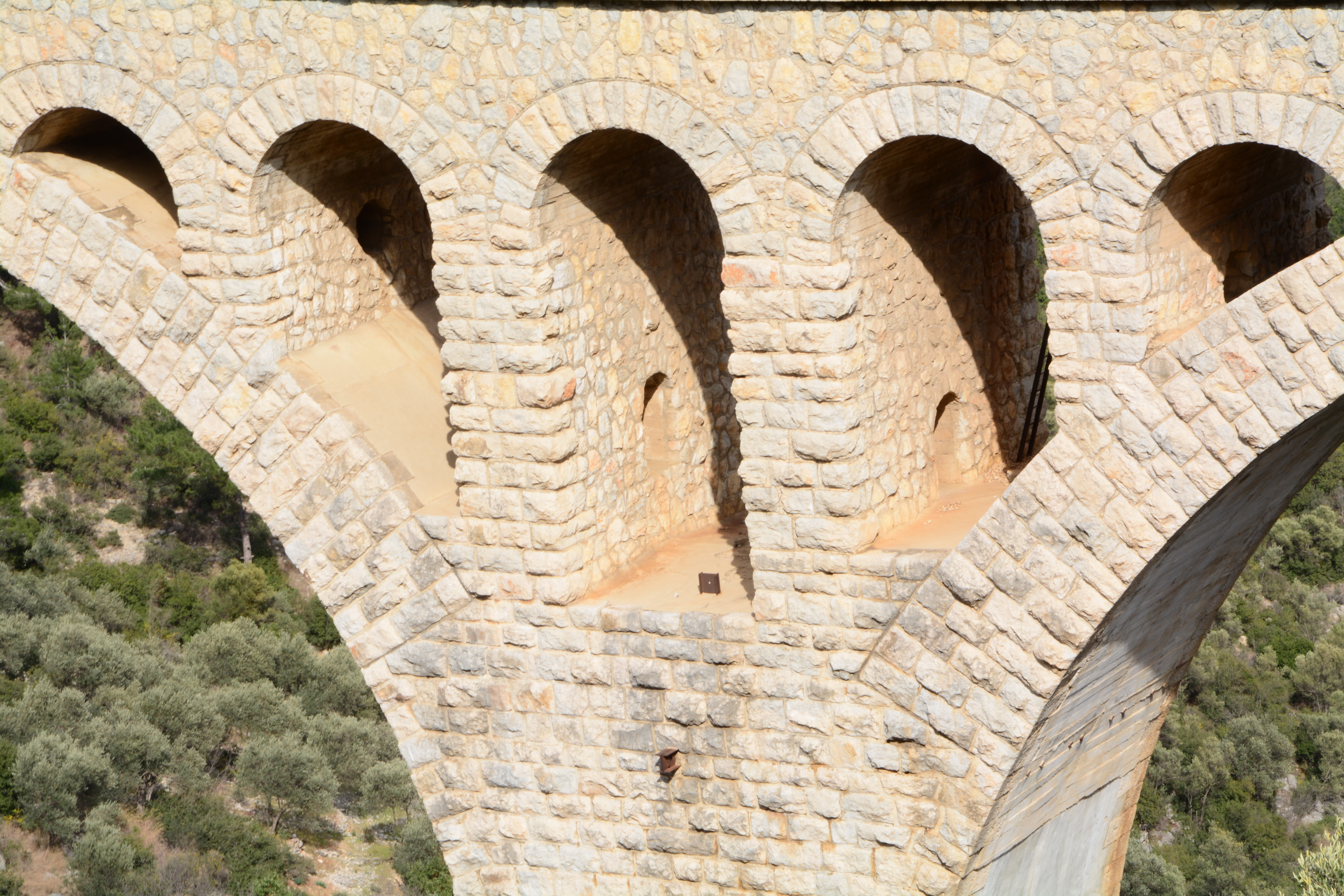
Detail jednoho z pilířů

Viadukt vznikl jako součást železniční trati budované pro potřeby nejen Osmanské říše, ale mimo jiné i jejich spojenců, kterými byli Rakousko-Uhersko a Německo. Po jeho dokončení bylo možné zajistit železniční spojení až do Basry, odkud měla být vyvážena ropa, potřebná pro německý průmysl.
Viadukt vznikl v těžce přístupné krajině. Kromě samotného mostu zde pro vedení trati bylo nezbytné vykopat 22 tunelů. Jeho realizaci umožnila dohoda mezi tehdejším německým císařem Vilémem a tureckým sultánem.
Most pomáhaly financovat německé banky a stavěla jej německá společnost Philipp Holzmann & Cie, která měla s obdobnými stavbami značné zkušenosti. Projekt mostu vypracovali jeden německý a jeden řecký inženýr. V roce 1903 byl u staveniště mostu založen tábor. Dělníci byli z různých národností, pro své potřeby si zde nechali vybudovat kostel a školu.
Pro výstavbu mostu se dopravovaly stavební materiály po moři do přístavu Mersin. Jednalo se o cement a ocel. Dále byly přepravovány potahy přes Tarsus na staveniště. Nejprve byl postaven úzkorozchodný dočasný most a poté, co byla zpřístupněna všechna staveniště, rostl kamenný viadukt. Stavební práce byly zahájeny v roce 1905 a o dva roky později byla hrubá stavba hotova. Během 5 let stavby zemřelo z různých důvodů 21 dělníků a německý inženýr.
Oblouky byly vybudovány za pomoci dočasného bednění, jeho pozůstatky jsou ještě na pilířích patrné. Ještě do roku 1912 byly dokončovány různé detaily stavby. Most byl dán do užívání ale až během první světové války, a to v roce 1916. Slavnostní otevření se uskutečnilo za přítomnosti tureckého ministra války Envera Paši. Po skončení války, kdy byla jižní Anatolie okupována francouzskou armádou, hrozilo zničení mostu, podařilo se však vyjednat zničení jiné stavby a tento viadukt byl uchráněn.
Most se objevil ve scéně filmu Skyfall s Jamesem Bondem a dále v tureckém filmu Küf z listopadu 2013.